# バトルクリーク・ブロー
『バトルクリーク・ブロー』（原題：The Big Brawl、香港公開題：殺手壕）は、1980年製作の香港・アメリカ合作映画。監督はロバート・クローズ、主演はジャッキー・チェン。全米週末興行収入成績第1位（1980年8月29日-9月1日）を記録している。香港では570万HKドルの興行収入を記録し、年間総合4位のヒットとなった。

## 概要
ジャッキー・チェンがゴールデン・ハーベスト社移籍直後にアメリカへ初進出したハリウッド初主演作品。ブルース・リーのアメリカ映画初出演作『燃えよドラゴン』のスタッフが集められて製作された。

## ストーリー
1930年代のシカゴ。地元マフィアのボスのドミニチは、対立するマフィアのボス、モーガンと、それぞれファイターを出場させて高額の賭博格闘試合を行い、モーガン自慢の強者キッスに煮え湯を飲まされ続けていた。
チャイナタウンで小さな中華料理店を営む父と優秀な医者の兄を持つジェリーは、伯父のハーバートからクンフーを習いながら恋人ナンシーと毎日を過ごしていた。ある日、父の店を荒らしていたドミニチの手下達をジェリーが叩きのめし、ドミニチの目に留まる。
テキサス州の街、バトルクリークで開催される格闘大会にキッスが出場することを知ったドミニチは、ジェリーの腕を買い、組織の配下として出場させるため、人質にとった兄の許嫁を無事に帰すことと引き換えに、ジェリーへ格闘大会の出場を迫った。

## キャスト
| 役名                         | 俳優                     | フジテレビ版 |
| ---------------------------- | ------------------------ | ------------ |
| ジェリー・クワン             | ジャッキー・チェン       | 石丸博也     |
| ドミニチ                     | ホセ・フェラー           | 森山周一郎   |
| ナンシー                     | クリスティーヌ・デ・ベル | 麻上洋子     |
| ハーバート・クワン           | マコ                     | 大塚周夫     |
| ビリー・キッス               | ハードボイルド・ハガティ | 亀井三郎     |
| モーガン                     | デビッド・シェイナー     | 杉田俊也     |
| クワン                       | チャオ・リー・チー       | 上田敏也     |
| ロバート・クワン             | マーカス・ムカイ         | 野島昭生     |
| ジャッグ                     | ピーター・マーク         | 村山明       |
| ローラーレース・ジャッジマン | ラリー・ドレイク         | 石森達幸     |
| バトルクリーク・ジャッジマン | ジーン・レーダー         | 飯塚昭三     |

- フジテレビ版 - 初放送1983年10月15日「ゴールデン洋画劇場」※BD、日本語吹替収録版DVD収録

## スタッフ
- 監督・脚本：ロバート・クローズ
- 製作：フレッド・ワイントロープ（英語版）、テリー・モースJr.
- 製作総指揮：レイモンド・チョウ
- 音楽：ラロ・シフリン
- 撮影：ロバート・ジェサップ
- 編集：ジョージ・グレンヴィル
- 製作会社：ゴールデン・ハーベスト、ワーナー・ブラザース

## 備考
ジャッキー・チェンの自伝では、監督の方針にソリが合わず自分らしさを出せなかったこと、アメリカのテレビ番組出演時に「ブルース・リーの後継者なのか」、「瓦を何枚割れるのか」等の質問をされたことを記している。

## 試写会
1980年9月12日（金）御堂会館　午後18時00分開場　午後18時30分　開演